# حصن مراوح (رخية)
'

تعديل مصدري - تعديل

حصن مراوح هي إحدى قرى عزلة رخية بمديرية رخية التابعة لمحافظة حضرموت، بلغ تعداد سكانها 30 نسمة حسب تعداد اليمن لعام 2004.